# Affaire du « dîner des sommets »

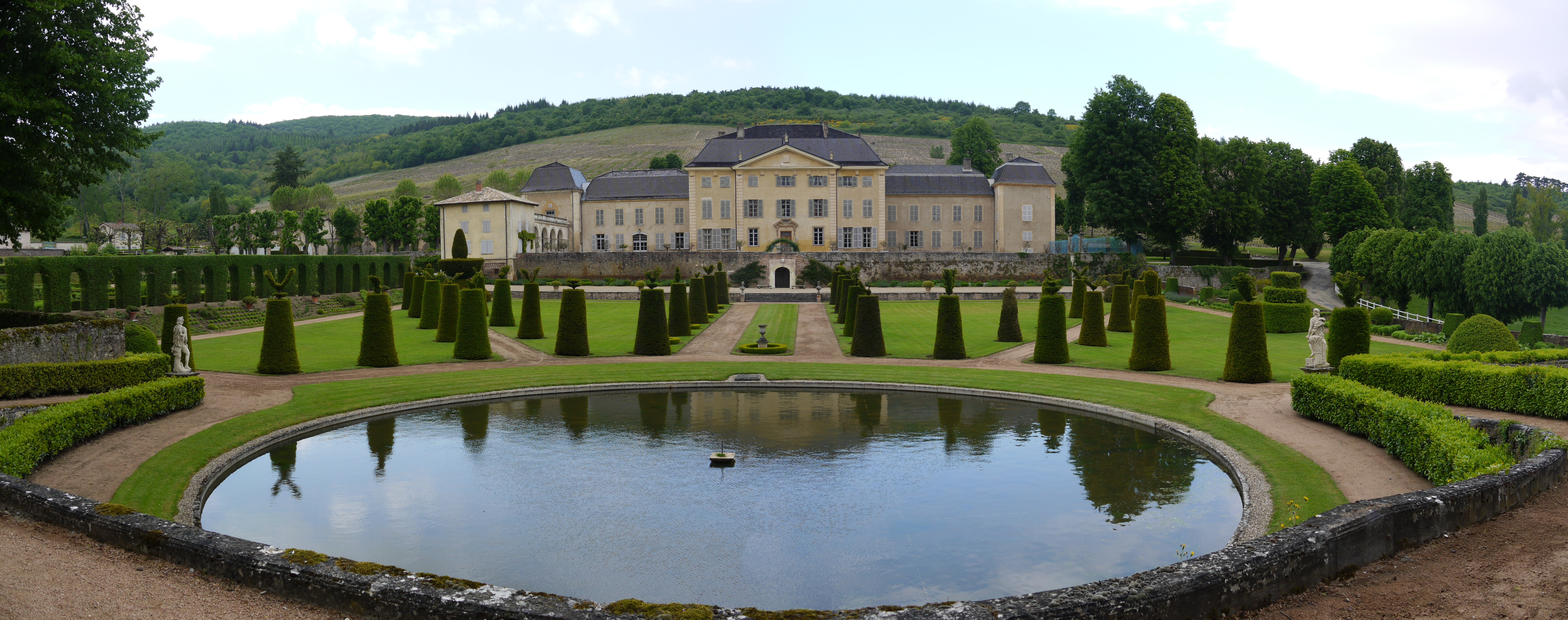
Chateau de la Chaize (Rhône).

Le site d'investigation Mediapart révèle en octobre 2022 que Laurent Wauquiez, président de la région Auvergne-Rhône-Alpes, a organisé une réception fastueuse au château de la Chaize. Quatre-vingt-dix convives, dont aucun élu régional excepté son président, sont accueillis aux frais de la région pour un montant de plus de 100 000 euros, soit 1 100 euros par invité.

Laurent Wauquiez en 2018.

Une enquête du parquet national financier (PNF) est ouverte en février 2023. Le siège de la région est perquisitionné.
En janvier 2024, la cellule d'investigation de Radio France révèle qu'une note interne de la région faisait état des risques courus par la région du fait de telles dépenses non programmées au budget et des risques de non-respect des règles de la commande publique :
« 
Sur 21 postes de dépenses, 13 sont couverts par un marché et huit ont dû être pris hors marché. (…) Il convient de souligner les dépenses importantes de cocktail (11 676,50 euros HT) et de traiteurs (17 846,46€ HT) réalisées en dehors des marchés régionaux, étant entendu que nous n'avons pas connaissance d'éventuelles mises en concurrence préalables. [...] L'absence de prévision de ce type d'évènement est une source de problèmes […] amenant de potentiels risques juridiques et financiers pour la collectivité.
 »
Le 22 mai 2024, le tribunal administratif de Lyon, saisi par le conseiller régional socialiste Johann Cesa, enjoint Laurent Wauquiez à communiquer la liste des invités au dîner des sommets. 
Laurent Wauquiez ne transmet pas les documents dans le délai légal de deux mois et décide, le 24 juin 2024, de se pourvoir en cassation. 
Cette liste est révélée par la presse en juillet 2024 et comprend de nombreuses personnalités, parmi lesquelles des sportifs comme Sébastien Chabal, Olivier Gigon, Jo-Wilfried Tsonga et Alexis Pinturault, des chefs de la région comme Régis Marcon, Serge Vieira, Tabata Mey et Christophe Marguin, des personnalités des médias et du cinéma comme Thierry Frémaux, Nicolas de Tavernost, à l'époque PDG du groupe M6, et Pierre Fanneau, directeur général du groupe Le Progrès, ou encore des dirigeants d'entreprises comme Alain Mérieux. 
Le 10 octobre 2024, la chambre régionale des comptes, après avoir enquêté, publie un rapport  sur les dépenses en communication de Laurent Wauquiez. À propos des dîners des sommets, le rapport indique : « Les dîners des sommets ont été organisés dans des conditions peu transparentes et dans le but principal de promouvoir l'image personnelle du président du conseil régional (seul élu présent aux dîners) pour un coût total de 178 428 € ».
Le 30 décembre 2024, le Conseil d'État déclare irrecevable le pourvoi de Laurent Wauquiez. Celui-ci est rejeté. Ayant épuisé toutes les voies de recours, la Région Auvergne-Rhône-Alpes doit transmettre la liste des invités à Johann Cesa.